# خيرية المنصور
خيرية المنصور هي مخرجة عراقية ولدت في 28 آذار/مارس 1958. التحقت بكلية الفنون الجميلة في جامعة بغداد سنة 1976. تعد من العلامات البارزة في تأريخ السينما العراقية خاصة بعد فلمها الكوميدي الشهير 6/ 6 (ستة على ستة) الذي كان من بطولة قاسم الملاك. يعد الفلم نقلة نوعية في تأريخ السينما الكوميدية العراقية وأحد أهم الأفلام الكوميدية العراقية لحد الآن.
تعد خيرية منصور أولى المخرجات العراقيات في عالم السينما الروائية وتكاد تكون الوحيدة، فهي أولى من خطا نحو خلق سينما المؤلف في العراق.

## المراحل التعليمية
- بكالوريوس فنون ـ أكاديمية الفنون الجميلة ـ بغداد 1976 - 1980
- ماجستير في إخراج الخدع التلفزيونية ـ القاهرة 1987
- دورة تدريبية في الصوت السينمائي درس فيها الخبراء الروس وقد أقامتها وزارة الثقافة بغداد 1982
- دورات تدريبية في الإخراج السينمائي مع المخرج الكبير يوسف شاهين في فيلم حدوتة مصرية واسكندرية كمان وكمان 1983 و 1989
- دورة تدريبية في الاخراج التلفزيوني ـ معهد الخبراء العرب ـ تيم ـ القاهرة 1985

بدأت المخرجة تجربة الاخراج مساعدة مخرج مع مخرجين مهمين مثل صلاح أبو سيف في فيلم القادسية، يوسف شاهين في أربعة افلام حدوتة مصرية ـ اسكندرية كمان وكمان ـ المصير ـ كلها خطوة، محمد راضي في حائط البطولات.
من عام 1980 إلى عام 2003، أخرجت الفنانة 42 فيلما تسجيليا سينمائيا وتلفزيونيا في العراق ومصر وسوريا والأردن وفيلمين روائية طويلة سينمائية ومسلسلات وسهرات تلفزيونية.

## الأفلام الروائية السينمائية الطويلة
1. فيلم 6/6 سيناريو وإخراج سنة 1988
2. فيلم 100/100 سيناريو وإخراج سنة 1992

## الأفلام التسجيلية
للمخرجة خيرية منصور 42 فيلما أبرزها:
1. فيلم بنت الرافدين سيناريو وإخراج، حصل الجائزة الثانية في مهرحان طشقند السينمائي 1984.
2. الأنامل الساحرة عن الفن التشكيلي النسوي في العراق.
3. كنائس العراق.
4. ينابيع العطاء.
5. انظروا، عام 1991. حصل الفيلم على جوائز عدة وشهادات تقدير منها الجائزة الأولى في المغرب ـ أحسن فيلم تسجيلي في العراق ـ شهادة تقدير من مهرجان المبدعات العربيات في تونس وغيرها.
6. أحلام بيضاء الجائزة الذهبية في مهرجان الافلام التسجلية في العراق ـ جائزة الإبداع السنوية التي تقيمها وزارة الثقافة ـ شهادة تقدير من جمعية نقاد السينما في مصر الفيلم كتبت السيناريو له إرادة الجبوري.
7. البناة، سيناريو محمد الجزائري.
8. عاشق السينما، سيناريو ثامر مهدي، حصل على الجائزة الأولى مهرجان معهد الفنون الجميلة في العراق.
9. الحلم الذاكرة سيناريو ثامر مهدي
10. ذاكرة العين.
11. نداء العراق، سيناريو إرادة الجبوري.
12. الملائكة تموت، سيناريو وفاء عوض، إنتاج هاي فيلم - مصر. قامت بقراءة التعليق الفنانة سميحة أيوب. حصد هذا الفيلم كثير من الجوائز منها جائزة الإبداع التي تمنحها وزارة الثقافة في العراق ـ شهادة تقدير كأحسن فيلم نقابة الصحفيين المصرية ـ جائزة ذهبية والوسام الذهبي من اتحاد النساء في العراق ـ وشارك في كثير من المهرجانات العربية والعالمية منها مهرجان القاهرة ـ مهرجان قرطاج السينمائي ـ مهرجان فيلم هاوس في إسبانيا وحصل على شهادة النقاد الفيلم يتحدث عن أطفال الحروب في الوطن العربي.
13. يوم واحد في بغداد، إنتاج وفاء عوض من مصر.
14. اللوحة الاخيرة، إنتاج هاي فيلم، مصر سيناريو وفاء عوض حصد هذا الفيلم كثير من الجوائز واشترك في كثير من المهرجانات العربية والعالمية وحصد جائزة احسن إخراج وجائزة الابداع كاحسن فيلم واشترك في المسابقة الرسمية لمهرجان قرطاج السينمائي.
15. حدث في العامرية، تحويل مقطوعة نصير شمة الموسيقية إلى فيلم، إنتاج وفاء عوض ـ مصر.
16. نازك الملائكة إنتاج شركة البطريق، محمود حميدة.
17. هذا زمان فلسطين، سيناريو وإخراج. حصد الجائزة الذهبية كأحسن إخراج في المسابقة التي أقامتها نقابة الصحفيين المصريين في أسبوع التضامن مع فلسطين.
18. التحدي الصامت سيناريو وإخراج.
19. العزف على الذاكرة، سيناريو وإخراج، ويتكلم عن تاريخ السينما في العراق.
20. فردوس الجهات الأربعة، عن تاريخ العراق الحضاري والسياحي.
21. مدينة الشمس، سيناريو وإخراج، إنتاج شركة الفيصل السورية.
22. انهض، سيناريو واخراج.
23. القرار117.
24. هجرة إلى الله، سيناريو خضير ميري (قصيدة الشاعرة نازك الملائكة)
25. جعفر السعدي، مسيرة إبداع.

## أعمال تلفزيونية
1. مسلسل مضت مع الريح، 30 ساعة، تأليف عادل كاظم
2. مسلسل خطوط ساخنة، 7 ساعات، تأليف حسن دكسن
3. مسلسل البحث عن ندى، 32 ساعة، تأليف صباح عطوان
4. فيلم أقدار ساعتين وربع، تأليف شايش النعيمي، لحساب تلفزيون الأردن
5. تورق البراعم 15 ساعة، إنتاج سنا الشرق مصر

## مهرجانات اشتركت فيها
1. مهرجان أكاديمية الفنون الجميلة 1985
2. مهرجان القاهرة السينمائي 1986
3. مهرجان الإسكندرية السادس 1986
4. مهرجان أسبوع السينما العراقية في الكويت 1987
5. مهرجان أسبوع الفيلم العراقي في الأردن 1989
6. مهرجان النصر والسلام العربي في العراق 1998
7. مهرجان المراة في نيروبي 1998
8. مهرجان البندقية في إيطاليا 1984
9. مهرجان طشقند السينمائي 1983
10. المهرجان العربي الأول للفيديو 1993، عضوة لجنة تحكيم
11. مهرجان الإسكندرية الدولي 1997
12. مهرجان المبدعات العراقيات في سوسة، تونس 1999
13. مهرجانات الإذاعة والتلفزيون مصر للسنوات 1995 ـ 1999 ـ 2000
14. مهرجان فيلم هاوس ـ إسبانيا 2001
15. مهرجان قرطاج السينمائي في تونس 2002

بالإضافة لمهرجانات أخرى محلية في العراق سواء اشتراك بأفلام أو عضوة في لجنة التحكيم.

## نشاطات إدارية
1. عضوة في اتحاد السنمائيين العرب
2. عضوة في اتحاد السينمائيين التسجيلين العرب
3. عضوة في اتحاد السينمائيات المصريات
4. عضوة مؤسسة لنادي السينما العراقي
5. رئيسة الشعبة السينمائية في نقابة الفنانيين العراقيين
6. عضوة مجلس في نقابة الفنانيين العراقيين
7. عضوة مؤسسة لاتحاد السنمائيين العراقيين
8. موسسة جمعية المبدعات العراقيات ورئيستها الآن